# 미국 걸프 연안

미국 걸프 연안(Gulf Coast), 걸프 사우스(Gulf South) 또는 사우스 코스트(South Coast)는 미국 남부를 따라 멕시코만과 만나는 연안선이다. 멕시코만에 해안선이 있는 해안 국가로는 텍사스, 루이지애나, 미시시피, 앨라배마, 플로리다가 있으며 이들은 걸프 국가로 알려져 있다.
걸프만 연안 지역의 경제는 에너지, 석유화학, 어업, 항공우주, 농업, 관광과 관련된 산업이 주도하고 있다. 이 지역의 대도시는 (서쪽에서 동쪽으로) 브라운스빌, 코퍼스 크리스티, 휴스턴, 갤버스턴, 보몬트, 레이크 찰스, 라파예트, 배턴루지, 뉴올리언스, 걸프포트, 빌럭시, 모빌, 펜사콜라, 파나마시티, 세인트피터즈버그, 그리고 탬파가 있다. 모두 해당 대도시 지역의 중심 또는 주요 도시이며 그 중 다수에는 대규모 항구가 있다.

## 같이 보기
- 미국 동해안
- 미국 서해안
- 미국의 지리
- 휴스턴
- 뉴올리언스
- 탬파
- 서플로리다